# ストラムスティック
ストラムスティック (Strumstick)は、米国の元ギター開発者のボブ・マクナリーが開発・販売している三弦ギターである。スティック・ダルシマーあるいはダルシタールと呼ばれるもののひとつで、類似のものにはウォークアバウト・ダルシマーやスィートスティック、ストランブリーなどがある。
楽器としては米国の伝統楽器のマウンテン・ダルシマー（アパラチアン・ダルシマー）に似ており、 基本的なチューニングはGチューニングで、1弦がG、2弦がD、3弦がGである。フレットがダイアトニックスケールに刻まれているので、どのフレットをおさえて鳴らしても不協和音になりにくいとされる。演奏方法は、マウンテンダルシマーと同様、一弦でメロディーをつまびきそれ以外はドローンとして鳴らすのが基本。音色に倍音成分がゆたかにふくまれている設計とあいまって、適当なフレットを押さえてかき鳴らすだけでそれらしい音楽演奏になる。開発元では、ギターの挫折者や入門前の音楽初心者でも楽しめる楽器であるとしている。
マグネット式のピックアップを装備したエレキ式のものやクロマチックスケールのもの、音域のことなる大小サイズのもの、四弦仕様やダブルネック仕様など、さまざまなバリエーションがある。
使用者の一人として、元イエスのジョン・アンダーソンが知られている。